# Heinrich Stephanus
Heinrich Moritz Stephanus (né le 3 juin 1843 à Eisenach et mort le 1er mars 1895 à Lankwitz ) est un propriétaire de manoir et député du Reichstag.

## Biographie
Stephanus étudie au Real-Gymnasium et l'école forestière supérieure d'Eisenach et est ensuite chef du bureau et registraire, ainsi que propriétaire de manoir à Omulef (de) près de Kaltenborn en Prusse-Orientale.
De 1886 à 1893, il est député de la Chambre des représentants de Prusse et de 1887 à 1893 du Reichstag pour le 8e circonscription de Königsberg avec le Parti conservateur allemand.